# Barajul Silagiu
Barajul Silagiu este amplasat pe râul Silagiu, în județul Timiș. 